# Узкий Камень
Узкий Камень — крохотный островок в бухте Парис, в Уссурийском заливе Японского моря, в 250 м от острова Русский и в 1 км от окраины кампуса Дальневосточного федерального университета.
К северу от острова находится бухта Балка и мыс Балка, названные в честь участника гидрографической экспедиции мичмана А. О. Балка.
Остров оправдывает своё название. В профиль его очертания напоминают корпус корабля без мачт и надстроек. Длина островка — 100 м, ширина от 28 м в центральной части до 5 м и даже 2 м в стороне, обращённой к ближайшему берегу. Со всех сторон его опоясывает 6-8-метровый обрыв, на значительном протяжении береговой линии имеющий отрицательные уклоны, благодаря выступающим слоям песчаника, который «подтачивается» морем вблизи уреза воды. Поверхность островка слабо наклонена в сторону бухты Парис и заросла густым покровом из трав и кустарничков. Мыс, обращённый в пролив Босфор Восточный, обжит морскими птицами. В результате несколько десятков квадратных метров прилегающей территории превращены в выжженную птичьим помётом землю, на которой не растёт ни одной травинки.